# Reliquiario di san Rossore
Il Reliquiario di San Rossore è un'opera di Donatello in bronzo dorato (56x60,5 cm), risalente al 1424-1427 circa e conservato nel Museo nazionale di San Matteo a Pisa.

## Storia
Nel 1422 i monaci di Ognissanti a Firenze vennero in possesso della reliquia del cranio di san Lussorio (chiamato popolarmente san Rossore), un soldato romano convertitosi al cristianesimo e decapitato in Sardegna all'epoca di Diocleziano. Per onorare questa preziosa reliquia venne commissionato un reliquiario nella forma di busto, che venne affidato a Donatello.
La fusione venne curata da Jacopo degli Stroza e vide la creazione di cinque parti singole, assemblate a freddo.
Nel 1591 il busto arrivò a Pisa.

## Descrizione
L'opera segna un netto stacco con la tradizione medievale precedente della produzione dei reliquiari. Il santo scolpito è lontanissimo dalla tipizzazione ieratica e metafisica che richiedeva tradizionalmente l'oggetto devozionale, essendo lavorato come un busto realistico "alla romana", cioè come le statue antiche. Alcuni dettagli sono ripresi puntualmente da ritratti antichi, come la definizione della corta barba con trattini incisi, come nella ritrattistica romana del III secolo. Il volto ha tratti decisi ed espressivi, che ha fatto pensare potesse contenere un ritratto o addirittura un autoritratto. In realtà la sacralità dell'oggetto rende piuttosto improbabili queste ipotesi.
Anche in quest'opera Donatello usò correzioni legate al punto di vista dell'osservatore: il santo guarda in basso perché la sua collocazione originaria era in alto, dove non potesse essere trafugato.

Profilo destro
Veduta frontale
Profilo sinistro
Retro
Dettaglio della testa